# Pannonien (floraområde)
Pannonien er et landskabsområde med ensartede klimaforhold og derfor også med en ensartet flora. Klimaet er fastlandspræget, dvs. koldt og snerigt om vinteren og varmt og tørt om sommeren. Da de ægte steppeområder slutter ved Alpernes nordøstlige udløbere, trækkes grænsen mellem Centraleuropas floraprovins mod vest og den Pontiske floraprovins mod øst lige netop dér, øst for Wien. Det vestligste område af den Pontiske provins er opkaldt efter den tidligere, romerske provins, Pannonien.
Det pannoniske floraområde omfatter den ungarske lavslette og de tilgrænsende områder af Ungarn, Serbien, Rumænien, Slovakiet, Mähren og Østrig. Klimaet ligner ganske vist det, der er i Ukraine øst for Karpaterne, men det er mindre fastlandspræget og muliggør kun dannelse af isolerede områder med skovsteppe. I dette område findes en righoldig flora af lyskrævende og tørketålende buske, stauder, løgvækster og græsser.
Ofte betragtes både den transylvanske højslette og sænkning ved Lučenec (som begge egentlig tilhører Karpaterne) samt nogle andre lavlandsområder som en del af Pannonien, når man ser på floraforholdene. Desuden bruges udtrykket pannonisk også i en udvidet betydning om alle småbiotoper, hvor der findes tilsvarende klimaforhold (eventuelt bare mikroklimatiske forhold) eller en tilsvarende flora. Derfor ser man ordet brugt om f.eks. østsiden af Harzen, de høje, østvendte skråninger af Vogeserne eller sågar om forholdene på de sydvendte skråninger af Røsnæs.

## Inddeling
Den egentlige, pannoniske slette deles i to større dele. Det mindre, nordvestlige område kaldes den Vestpannoniske slette, mens den større, sydøstlige del kaldes for den Østpannoniske slette. De to områder deles yderligere i nogle mindre:
- Den vestpannoniske slette
  - Lavlandet ved Wien
  - Den lille ungarske slette (Burgenland og området omkring Sopron, Győr og Esztergom)
- Den østpannoniske slette
  - Den store ungarske slette (med byerne Budapest, Szeged og Debrecen)
  - De isolerede, pannoniske bjerge (f.eks. mellem Kaposvár og Pécs)
  - Bakkelandet sydøst for Donau
  - Lavlandet langs Mura og Drava

## Karakterplanter fra den pannoniske flora
| - Achillea pannonica - Achillea setacea - Vår-Adonis (Adonis vernalis) - Middelhavs-Prydløg (Allium sphaerocephalon) - Bjerg-Krognål (Alyssum montanum) - Sommer-Anemone (Anemone sylvestris) - Arabis auriculata - Mark-Bynke (Artemisia campestris) - Astragalus austriacus - Astragalus onobrychis - Campanula bononiensis - Sibirisk Klokke (Campanula sibirica) - Jord-Star (Carex humilis) - Østrigsk Gyvel (Chamaecytisus austriacus) - Hvid Staudeklematis (Clematis recta) - Kirsebær-Kornel (Cornus mas) - Hvid Diktam (Dictamnus albus) - Glatbladet Tidselkugle (Echinops ritro) - Bjerg-Mandstro (Eryngium campestre) - Festuca valesiaca | - Gagea pusilla - Blågrøn Snerre (Galium glaucum) - Håret Visse (Genista pilosa) - Blodrød Storkenæb (Geranium sanguineum) - Helianthemum canum - Sværd-Alant (Inula ensifolia) - Lav Iris (Iris pumila) - Spinkel Kambunke (Koeleria macrantha) - Hvid Okseøje (Leucanthemum vulgare) - Østrigsk Hør (Linum austriacum) - Håret Flitteraks (Melica ciliata) - Muscari neglectum - Muscari tenuifolium - Onobrychis arenaria - Ornithogalum pannonicum - Glat Rottehale (Phleum phleoides) - Løg-Rapgræs (Poa bulbosa) - Potentilla incana - Dværg-Kirsebær (Prunus fruticosa) - Weichsel (Prunus mahaleb) | - Pulsatilla grandis - Dun-Eg (Quercus pubescens) - Knold-Ranunkel (Ranunculus bulbosus) - Rhamnus saxatilis - Klit-Rose (Rosa spinosissima) - Scorzonera austriaca - Scorzonera purpurea - Hvid Stenurt (Sedum album) - Opret Galtetand (Stachys recta) - Almindelig Fjergræs (Stipa pennata) - Ædel-Kortlæbe (Teucrium chamaedrys) - Teucrium montanum - Thymus pannonicus - Tidlig Timian (Thymus praecox) - Bleg Kongelys (Verbascum lychnitis) - Purpur-Kongelys (Verbascum phoeniceum) - Kandelaber-Kongelys (Verbascum speciosum) - Aks-Ærenpris (Veronica spicata) |

## Eksterne links
- Milan Chytrý (red.): 17th International Workshop. European Vegetation Survey Arkiveret 11. september 2014 hos  Wayback Machine (engelsk)

Note
1. ↑  Luise Schratt-Ehrendorfer: Die Pflanzenwelt der Steppen Niederösterreichs i Heinz Wiesbauer (Udg.): Die Steppe lebt, 2008, ISBN 3-901542-28-0 Se teksten online Arkiveret 19. februar 2014 hos  Wayback Machine (tysk)

46°30′N 20°00′Ø / 46.5°N 20°Ø